# Сера Сан Бруно
Сера Сан Бруно (итал. Serra San Bruno) је насеље у Италији у округу Вибо Валенција, региону Калабрија.
Према процени из 2011. у насељу је живело 6202 становника. Насеље се налази на надморској висини од 806 м.

## Географија
| Клима (Сера Сан Бруно)   | Клима (Сера Сан Бруно) | Клима (Сера Сан Бруно) | Клима (Сера Сан Бруно) | Клима (Сера Сан Бруно) | Клима (Сера Сан Бруно) | Клима (Сера Сан Бруно) | Клима (Сера Сан Бруно) | Клима (Сера Сан Бруно) | Клима (Сера Сан Бруно) | Клима (Сера Сан Бруно) | Клима (Сера Сан Бруно) | Клима (Сера Сан Бруно) | Клима (Сера Сан Бруно) |
| Показатељ \ Месец        | .Јан.                  | .Феб.                  | .Мар.                  | .Апр.                  | .Мај.                  | .Јун.                  | .Јул.                  | .Авг.                  | .Сеп.                  | .Окт.                  | .Нов.                  | .Дец.                  | .Год.                  |
| ------------------------ | ---------------------- | ---------------------- | ---------------------- | ---------------------- | ---------------------- | ---------------------- | ---------------------- | ---------------------- | ---------------------- | ---------------------- | ---------------------- | ---------------------- | ---------------------- |
| Средњи максимум, °C (°F) | 7,3 (45,1)             | 7,6 (45,7)             | 9,7 (49,5)             | 12,8 (55)              | 17,2 (63)              | 21,7 (71,1)            | 24,4 (75,9)            | 25,3 (77,5)            | 22,1 (71,8)            | 17,0 (62,6)            | 12,5 (54,5)            | 9,0 (48,2)             | 25,3 (77,5)            |
| Средњи минимум, °C (°F)  | 0,3 (32,5)             | 0,3 (32,5)             | 1,8 (35,2)             | 4,0 (39,2)             | 6,2 (43,2)             | 9,1 (48,4)             | 10,8 (51,4)            | 10,8 (51,4)            | 9,4 (48,9)             | 6,8 (44,2)             | 4,5 (40,1)             | 2,2 (36)               | 0,3 (32,5)             |
| [ тражи се извор ]       |                        |                        |                        |                        |                        |                        |                        |                        |                        |                        |                        |                        |                        |

## Становништво
| 1931. | 1936. | 1951. | 1961. | 1971. | 1981. | 1991. | 2001. | 2011. |
| ----- | ----- | ----- | ----- | ----- | ----- | ----- | ----- | ----- |
| 7.698 | 6.882 | 8.348 | 8.517 | 6.661 | 6.374 | 6.759 | 7.068 | 6.850 |